# Laetacara
Laetacara Kullander, 1986 è un genere di pesci d'acqua dolce appartenente alla famiglia Cichlidae, sottofamiglia Cichlasomatinae.

## Distribuzione e habitat
Queste specie sono diffuse in Sudamerica.

## Descrizione
La lunghezza massima varia dai 3,6 cm di Laetacara araguaiae ai 12 cm di Laetacara thayeri.

## Specie
Il genere comprende 7 specie:
- Laetacara araguaiae
- Laetacara curviceps
- Laetacara dorsigera
- Laetacara flamannellus
- Laetacara flavilabris
- Laetacara fulvipinnis
- Laetacara thayeri